# Мениль-Сен-Лу
Мени́ль-Сен-Лу (фр. Mesnil-Saint-Loup) — коммуна во Франции, находится в регионе Шампань — Арденны. Департамент — Об. Входит в состав кантона Марсийи-ле-Эйе. Округ коммуны — Ножан-сюр-Сен.
Код INSEE коммуны — 10237.
Коммуна расположена приблизительно в 125 км к юго-востоку от Парижа, в 90 км юго-западнее Шалон-ан-Шампани, в 24 км к западу от Труа.

## Население
Население коммуны на 2008 год составляло 540 человек.
| 1962 | 1968 | 1975 | 1982 | 1990 | 1999 | 2008 |
| ---- | ---- | ---- | ---- | ---- | ---- | ---- |
| 400  | 462  | 480  | 498  | 507  | 523  | 540  |

## Администрация
| Период | Период | Фамилия        | Партия | Примечания |
| ------ | ------ | -------------- | ------ | ---------- |
| 1935   | 1959   | Клеман Бекар   |        |            |
| 1959   | 1971   | Мари Велю      |        |            |
| 1971   | 1995   | Юбер Велю      |        |            |
| 1995   | 2001   | Жан-Мари Югено |        |            |
| 2001   |        | Клод Гасне     |        |            |

## Экономика
В 2007 году среди 355 человек в трудоспособном возрасте (15—64 лет) 248 были экономически активными, 107 — неактивными (показатель активности — 69,9 %, в 1999 году было 66,6 %). Из 248 активных работали 232 человека (124 мужчины и 108 женщин), безработных было 16 (6 мужчин и 10 женщин). Среди 107 неактивных 39 человек были учениками или студентами, 27 — пенсионерами, 41 были неактивными по другим причинам.

## Монастырь
Монастырь Богоматери святого упования, бенедиктинский орден, в нём издательство "Тетраморф". 
- Настоятель монастыря отец Бертран Жеффрен (Bertrand Jeuffrain).

## Фотогалерея
- Мениль-Сен-Лу
- Церковь Нотр-Дам
- Часовня
- Мэрия